# 密丛棘豆

密丛棘豆（学名：Oxytropis densa），为豆科棘豆属下的一个种。